# Enicospilus braekeli
Enicospilus braekeli là một loài tò vò trong họ Ichneumonidae.